# 庫馬里博
庫馬里博是哥倫比亞的城鎮，位於該國東部，由比查達省負責管轄，毗鄰與委內瑞拉接壤的邊境，面積65,193平方公里，海拔高度116米，2005年人口23,990。

## 外部連結
- （西班牙文） Cumaribo official website[]

4°27′N 69°48′W / 4.450°N 69.800°W